# A Crow Left of the Murder...
Albums de Incubus
Morning View
(2001) Light Grenades
(2006)
A Crow Left of the Murder… est le cinquième album du groupe de rock alternatif Incubus, sorti chez Sony Records le 3 février 2004. Lors de sa première semaine dans les bacs, l'album a été vendu à environ 332 000 exemplaires.
De cet album ont été extraits les singles Megalomaniac et Talk Shows on Mute. Agoraphobia et Sick Sad Little World ont elles aussi été diffusées à la radio.
A Crow Left of the Murder... a été qualifié comme étant la synthèse de S.C.I.E.N.C.E. et Morning View, une sorte de semi-retour aux sources pour Incubus.

## Liste des pistes
1. Megalomaniac (4:54)
2. A Crow Left of the Murder (3:30)
3. Agoraphobia (3:52)
4. Talk Shows on Mute (3:49)
5. Beware! Criminal (3:48)
6. Sick Sad Little World (6:23)
7. Pistola (4:23)
8. Southern Girl (3:41)
9. Priceless (4:07)
10. Zee Deveel (3:52)
11. Made for TV Movie (3:38)
12. Smile Lines (3:59)
13. Here in My Room (4:20)
14. Leech (4:19)

Piste Bonus (UK) :
1. Monuments and Melodies (5:05)

## Certifications
| Pays                    | Certification |
| ----------------------- | ------------- |
| États-Unis (RIAA)       | Platine       |
| Nouvelle-Zélande (RMNZ) | Platine       |
| Royaume-Uni (BPI)       | Or            |